# Lupinus semiprostratus
Lupinus semiprostratus är en ärtväxtart som beskrevs av Charles Piper Smith. Lupinus semiprostratus ingår i släktet lupiner, och familjen ärtväxter. Inga underarter finns listade i Catalogue of Life.